# 서진 룸살롱 집단 살인 사건
서진 룸살롱 집단 살인 사건은 1986년 8월 14일 서울특별시 강남구 역삼동의 유흥주점인 서진회관에서 일어난 폭력 조직 간의 집단 살인 사건으로 이 날 '서울 목포파'로 불리던 전라남도 목포 출신 조직폭력배들과 '맘보파'로 불리던 조직폭력배 간에 시비가 붙으면서 맘보파 조직원 4명이 살해당했다.

## 사건 개요
사건 당일 서울 강남의 룸살롱인 서진회관에는 서울 목포파 조직원들이 먼저 16호실에 입실해 있었고 뒤이어 맘보파가 입장했지만 방이 모자라자 직원은 화장실 옆 작은 방인 17호실로 안내했으나 잠시 후 "방이 작다"며 불만을 품은 맘보파 조직원 중 한명에게 무차별적인 폭행을 당한 후 훌쩍거리는 직원을 발견한 서울 목포파 조직원 중 하나가 "왜 그러느냐"라며 물었다.
이에 직원이 "손님이 방이 좁다는 이유로 때렸다"며 울먹이자 서울 목포파와 맘보파 간에 시비가 붙었고 결국 목포파 행동대장 김동술이 맘보파 행동대장 조원섭의 팔을 흉기로 휘둘러 상해를 입힌 후 목포파 조직원 중 한명인 고금석도 조원섭의 허벅지를 흉기로 찔렀으며 이에 당황한 맘보파는 조원섭을 방으로 데려간 뒤 문을 잠갔다.
그리고 목포파 측이 흉기로 문을 부순 후 복도에 있던 조직원끼리 흉기로 서로를 찌르기 시작했고 혈투 끝에 결국 방문이 열렸지만 맘보파 조직원 4명(고용수, 조원섭, 송재익, 장경식)이 사망했으며 이 사건은 노태우 정부가 범죄와의 전쟁을 선포하는 트리거가 되었다.

## 재판
이 집단 살인 사건의 주범인 김동술과 고금석은 사형, 김승길과 장진석은 무기징역 그리고 나머지 조직원들에게는 각 가담 정도에 따라 유기징역이 선고되었다.

## 이후
유기징역이 선고되었던 나머지 조직원 가운데 무기징역이 선고되었다가 20년형으로 감형된 박영진은 2006년 출소 후 2010년 장진석의 친누나와 결혼했고 순천교도소에서 무기수로 살아온 장진석은 2017년 12월 22일 특별사면되면서 사건 발생 31년만에 자유의 몸이 되었으며 김승길도 마찬가지로 2017년에 특별사면되면서 31년만에 완전한 자유를 되찾았다.